# BEST 2007-2010
『BEST 2007-2010』は、SoulJaのベスト・アルバムである。2011年1月12日発売。発売元はDef Jam Recordings。

## 収録曲
1. Way to Love ~最後の恋~ feat.唐沢美帆  
  - 作詞：唐沢美帆／作曲・編曲：Sin
2. ここにいるよ feat．青山テルマ 
  - 作詞・作曲：SoulJa／編曲：佐藤博
3. うまく言葉にできないけれど feat.果山サキ 
  - 作詞・作曲：SoulJa／編曲：YANAGIMAN
4. 月光 ~GOD’S CHILD~ feat.鬼束ちひろ  
  - 作詞・作曲：鬼束ちひろ／編曲：Sin
5. そばにいるね　SoulJa×Yukie 
  - 作詞・作曲：SoulJa／編曲：佐藤博
6. 記念日 feat.Misslim  
  - 作詞・作曲：呉田軽穂／編曲：佐藤博
7. はなさないでよ feat.青山テルマ   
  - 作詞・作曲：SoulJa／編曲：JEFF MIYAHARA
8. Shine   
  - 作詞・作曲：SoulJa／編曲：EQ
9. DOGG POUND 
  - 作詞・作曲：SoulJa／編曲：佐藤博
10. First Contact（Indies Version） 
  - 作詞・作曲・編曲：SoulJa
11. Rain（Indies Version） 
  - 作詞・作曲：SoulJa／編曲：佐藤博
12. Sotsugyo（Indies Version）
  - 作詞・作曲・編曲：SoulJa